# 大成 (北周)
大成（たいせい）は、南北朝時代の北周において、宣帝の治世に使用された元号。579年正月-2月。

## 西暦・干支との対照表
| 大成 | 元年  |
| 西暦 | 579年 |
| 干支 | 己亥  |